# Kidule (gmina w guberni suwalskiej)
Kidule – dawna gmina wiejska istniejąca na przełomie XIX i XX wieku w guberni suwalskiej. Siedzibą władz gminy były Kidule.
Za Królestwa Polskiego gmina Kidule należała do powiatu władysławowskiego w guberni suwalskiej (od 1867). 16 sierpnia?/28 sierpnia 1870 do gminy przyłączono pozbawione praw miejskich Sudargi. 
Po odzyskaniu niepodległości przez Polskę i Litwę powiat władysławowski na podstawie umowy suwalskiej wszedł 10 października 1920 w skład Litwy.